# Забитуй (Аларский район)
Забиту́й (бур. Заби Табя) — посёлок в Аларском районе Усть-Ордынского Бурятского округа Иркутской области. Административный центр Забитуйского сельского поселения.

## Этимология
Топонимист Мельхеев, Матвей Николаевич производил данное название от бурятского заби табя — «сделал остановку, привал» (буквально «сел, заложив ноги под себя»).

## География
Посёлок находится на Транссибирской магистрали, западнее федеральной автодороги Р255 «Сибирь», на расстоянии 9 км к югу от посёлка Кутулик, административного центра района.

## История
В 1948—1992 годах — посёлок городского типа.

## Население
| 1959 | 1970  | 1979  | 1989  | 2002 | 2010  | 2011  | 2012  |
| ---- | ----- | ----- | ----- | ---- | ----- | ----- | ----- |
| 4875 | ↘3655 | ↘2667 | ↘2185 | ↘24  | ↗1481 | ↘1476 | ↘1468 |

## Улицы
| - ул. 40 лет Победы, - ул. 70 лет Октября, - ул. Гоголя, - ул. Кирова, - ул. Колхозная, - ул. Лесная, - ул. Логовая 1-я, | - ул. Логовая 2-я, - ул. Логовая 3-я, - ул. Нагорная 1-я, - ул. Нагорная 2-я, - ул. Новая, - ул. Первомайская, - ул. Перронная, | - ул. Рабочая, - ул. Советская, - ул. Совхозная, - ул. Степана Разина, - ул. Степная, - ул. Трактовая, - ул. Шахтёрская. |

## Транспорт
В посёлке расположена железнодорожная станция Забитуй Восточно-Сибирской железной дороги.

## Известные уроженцы
- Тиваненко, Алексей Васильевич (род. 1946) — советский и российский археолог, краевед, историк.